# Новикова, Ольга Ильинична
О́льга Ильи́нична Но́викова (род. 5 октября 1950, Киров) — российская писательница. Заместитель заведующего отделом прозы в журнале «Новый мир».

## Биография
Окончила филологический факультет МГУ в 1972 году. Работала в издательстве «Художественная литература» (1980—1989), с 1996 года — член редколлегии журнала «Новый мир».
Первая книга прозы — «Женский роман» (1993). Затем вышли «Мужской роман» (2000), «Мужское — женское, или Третий роман» (2003), романы «Три товарища, Агаша, старик» (2000) — о молодых интеллектуалах 2000-х годов, «Четыре Пигмалиона» (2004) — о становлении женщины-писателя. За остросюжетным романом «Убить?» (2005) последовал философский — «Гедонисты и сердечная» (2007). В книге новелл «Строгая дама» (2007) — осмысление женской судьбы в России и на Западе. В книге повестей и рассказов «Безумствую любя» (2008) — психологические сюжеты, герои которых — Анна Ахматова и Марина Цветаева, Велимир Хлебников, Александр Солженицын, Виктор Соснора. В романе «Гуру и зомби» (2009) на современном материале исследуется вечная антропологическая проблема манипулирования человеческим сознанием (отсюда — авторские неологизмы «гурить» и «гурение»). Роман «Христос был женщиной» — своего рода предварительный итог нравственных поисков писательницы: авторский гуманистический идеал раскрывается в самом сюжете, как соотношение характеров и судеб молодых героинь.
Произведения О. Новиковой переведены на английский, немецкий, итальянский, шведский языки. Печаталась в журналах «Новый мир», «Знамя», «Звезда», в разных газетах. В соавторстве с Владимиром Новиковым выпустила монографию «В. Каверин» (1986).
Муж — литературный критик Владимир Новиков.